# Martin Kližan
Martin Kližan (* 11. Juli 1989 in Bratislava) ist ein slowakischer Tennisspieler.

## Leben und Karriere

### Jugend
Martin Kližan konnte 2005 die U16-Europameisterschaften im Einzel und Doppel (gemeinsam mit Andrej Martin) gewinnen. Ein Jahr später triumphierte er als Junior bei den French Open. Im Jahr 2007 übernahm er die Spitze der Jugendweltrangliste.

### 2007–2012: Erfolge auf der Challenger Tour und erster ATP-Titel
Der Juniorensieg bei den French Open sicherte ihm eine Wildcard für die Qualifikation im Jahr 2007 für die French Open. Dort konnte er überraschend als Nummer 729 der Welt den Israeli Noam Okun (damalige Nummer 180 des ATP-Rankings) in der ersten Qualifikationsrunde besiegen und schied in der zweiten Runde gegen Juan Pablo Brzezicki in drei Sätzen aus. Danach spielte Kližan verschiedene Challenger- und Future-Turniere. Zählbare Erfolge ließen aber auf sich warten, sein erster Turniersieg auf Profiebene gelang ihm bei einem Future-Turnier in der Slowakei im August 2009. Im nächsten halben Jahr konnte er noch Future-Turniere in Italien und Marokko gewinnen. Im April 2010 gewann er beim ATP-Turnier in Casablanca mit Oleksandr Dolhopolow erstmals gegen einen aktuellen Top-100-Spieler und schied in der zweiten Runde knapp in drei Sätzen gegen Stan Wawrinka aus. Ende des Jahres sicherte er seinen ersten Challenger-Titel in Bratislava. Im Folgejahr gewann er im Frühjahr gemeinsam mit Alessandro Motti den Doppeltitel in Rom und im Herbst den Einzeltitel in Genua.
Kližan holte im Jahr 2012 vier Einzel- und zwei Doppelsiege bei Challenger-Turnieren. Bei den US Open siegte er überraschend in der zweiten Runde gegen den an fünf gesetzten Jo-Wilfried Tsonga; Kližan hatte vorher noch keine Partie gegen einen Spieler aus den Top 40 gewonnen. Er erreichte schließlich das Achtelfinale, wo er als letzter ungesetzter Spieler gegen Marin Čilić verlor. Das Erreichen des Achtelfinals blieb in seiner Karriere sein bestes Grand-Slam-Resultat. Zunächst sicherte es ihm einen Sprung in die Top 50. Kližan gewann im September 2012 seinen ersten ATP-Titel mit dem Sieg über Fabio Fognini bei den St. Petersburg Open.

### 2013–2018: Weitere Turniersiege und höchste Weltranglistenposition
Im Jahr 2013 konnte Kližan nicht an seine Erfolge aus dem Vorjahr anschließen. Sein Halbfinaleinzug in Casablanca, wo er an Kevin Anderson scheiterte, war in dieser Saison sein größter Einzelerfolg. Aus diesem Grund fiel er zum Ende der Saison aus den Top 100 der Welt heraus. Im Doppel gewann er gemeinsam mit David Marrero das Turnier in Umag.
Im März 2014 scheiterte er im Finale des Challengers in Barranquilla an Pablo Cuevas. Im Mai gewann er den zweiten ATP-Titel seiner Karriere in München. Wie beim ersten Turniersieg besiegte er im Endspiel Fabio Fognini. In Peking verlor er seine Halbfinalpartie gegen Tomáš Berdych. Zusammen mit dem Österreicher Philipp Oswald gewann er die Doppelkonkurrenz in Nizza.
Im April 2015 gewann er mit dem Grand Prix Hassan II in Casablanca sein drittes Turnier. Sein Finalgegner war diesmal Daniel Gimeno Traver. In Barcelona schied er im Halbfinale gegen den späteren Turniersieger Kei Nishikori aus. Nach dem Turnier in Barcelona erreichte er mit Platz 24 seine höchsten Weltranglistenposition, eine Woche später seine höchste Position in der Doppelweltrangliste, nachdem er bereits im Frühjahr mit seinem Doppelpartner Philipp Oswald das Doppelturnier in Rio de Janeiro gewonnen hatte.
Anfang 2016 musste Kližan mehrere Erstrundenniederlagen hinnehmen, bis er in Sofia das Halbfinale erreichte, wo er an Viktor Troicki scheiterte. Eine Woche später gewann er das Turnier von Rotterdam und schlug im Finale Gaël Monfils. Im Sommer folgte ein weiterer Turniersieg in Hamburg, der Gegner war Pablo Cuevas. Beide Turniere waren Teil der höher dotierten ATP Tour 500. Im Doppel gewann er wieder an der Seite von David Marrero das Turnier von Umag. Im folgenden Jahr kam er bei keinem Turnier im Einzel weiter als das Viertelfinale. Im Doppel kam er an der Seite von Mariusz Fyrstenberg ins Halbfinale von Sofia. Im Rom gewann er gemeinsam mit Jozef Kovalík den Challenger-Titel.
Nach seinem Challenger-Finalsieg in Indian Wells über Darian King konnte er im August 2018 mit einem Finalsieg über Denis Istomin das Turnier von Kitzbühel für sich entscheiden. Einen Monat später stand er im Finale von St. Petersburg Dominic Thiem gegenüber, dem er sich in zwei Sätzen geschlagen geben musste. Im Doppel stand er mit Jozef Kovalík im Finale von Marbella, das sie gegen Guido Andreozzi und Ariel Behar verloren. In Como und Genua erreichte er jeweils mit Filip Polášek das Finale, welches sie jedoch beide Male verloren.

### 2019–2021: Letzte Jahre und Rücktritt
Im Jahr 2019 konnte Kližan weder im Einzel noch im Doppel weiter als das Viertelfinale eines Turniers kommen. Auch das nachfolgende Jahr begann ähnlich. So schied er bei der Qualifikation zu den Australian Open bereits in der ersten Qualifikationsrunde gegen Peđa Krstin aus. Nach der Turnierpause aufgrund der COVID-19-Pandemie erreichte er das Finale von Istanbul, wo er eine Niederlage gegen Ilja Iwaschka einstecken musste.
In Bratislava beim Challenger verlor er gegen den späteren Turniersieger Tallon Griekspoor im Halbfinale. Sein Rücktritt wurde im Juni 2021 vom slowakischen Tennis Verband verkündet. Sein letztes Match spielte er Ende Juni in der Qualifikation von Wimbledon gegen Zdeněk Kolář.

### Ende 2023: Überraschendes Comeback
Klizan hat im Dezember 2023 beim ITF-Turnier in Antalya überraschend sein Comeback nach fast 2½ Jahren  gegeben.

### Davis Cup
Ab 2007 spielte Martin Kližan für die slowakische Davis-Cup-Mannschaft. Er spielte bis 2019 in 19 Begegnungen 37 Matches, von denen er 26 für sich entscheiden konnte. Überwiegend wurde er im Einzel eingesetzt.

## Erfolge
| Legende (Anzahl der Siege)  |
| Grand Slam                  |
| ATP World Tour Finals       |
| ATP World Tour Masters 1000 |
| ATP World Tour 500 (3)      |
| ATP World Tour 250 (7)      |
| ATP Challenger Tour (11)    |

| Titel nach Belag |
| Hartplatz (2)    |
| Sand (8)         |
| Rasen (0)        |

### Einzel

#### Turniersiege

##### ATP World Tour
| Nr. | Datum              | Turnier        | Belag         | Finalgegner          | Ergebnis       |
| --- | ------------------ | -------------- | ------------- | -------------------- | -------------- |
| 1.  | 23. September 2012 | St. Petersburg | Hartplatz (i) | Fabio Fognini        | 6:2, 6:3       |
| 2.  | 4. Mai 2014        | München        | Sand          | Fabio Fognini        | 2:6, 6:1, 6:2  |
| 3.  | 12. April 2015     | Casablanca     | Sand          | Daniel Gimeno Traver | 6:2, 6:2       |
| 4.  | 14. Februar 2016   | Rotterdam      | Hartplatz (i) | Gaël Monfils         | 6:71, 6:3, 6:1 |
| 5.  | 17. Juli 2016      | Hamburg        | Sand          | Pablo Cuevas         | 6:1, 6:4       |
| 6.  | 4. August 2018     | Kitzbühel      | Sand          | Denis Istomin        | 6:2, 6:2       |

##### ATP Challenger Tour
| Nr. | Datum              | Turnier      | Belag         | Finalgegner          | Ergebnis      |
| --- | ------------------ | ------------ | ------------- | -------------------- | ------------- |
| 1.  | 15. November 2010  | Bratislava   | Hartplatz (i) | Stefan Koubek        | 7:64, 6:2     |
| 2.  | 11. September 2011 | Genua        | Sand          | Leonardo Mayer       | 6:3, 6:1      |
| 3.  | 17. März 2012      | Rabat        | Sand          | Filippo Volandri     | 6:2, 6:3      |
| 4.  | 24. März 2012      | Marrakesch   | Sand          | Adrian Ungur         | 3:6, 6:3, 6:0 |
| 5.  | 20. Mai 2012       | Bordeaux     | Sand          | Teimuras Gabaschwili | 7:5, 6:3      |
| 6.  | 12. August 2012    | San Marino   | Sand          | Simone Bolelli       | 6:3, 6:1      |
| 7.  | 4. März 2018       | Indian Wells | Hartplatz     | Darian King          | 6:3, 6:3      |

#### Finalteilnahmen
| Nr. | Datum              | Turnier        | Belag         | Finalgegner   | Ergebnis |
| --- | ------------------ | -------------- | ------------- | ------------- | -------- |
| 1.  | 23. September 2018 | St. Petersburg | Hartplatz (i) | Dominic Thiem | 3:6, 1:6 |

### Doppel

#### Turniersiege

##### ATP World Tour
| Nr. | Datum            | Turnier        | Belag | Partner        | Finalgegner                        | Ergebnis         |
| --- | ---------------- | -------------- | ----- | -------------- | ---------------------------------- | ---------------- |
| 1.  | 27. Juli 2013    | Umag (1)       | Sand  | David Marrero  | Nicholas Monroe Simon Stadler      | 6:1, 5:7, [10:7] |
| 2.  | 24. Mai 2014     | Nizza          | Sand  | Philipp Oswald | Rohan Bopanna Aisam-ul-Haq Qureshi | 6:2, 6:0         |
| 3.  | 22. Februar 2015 | Rio de Janeiro | Sand  | Philipp Oswald | Pablo Andújar Oliver Marach        | 7:63, 6:4        |
| 4.  | 24. Juli 2016    | Umag (2)       | Sand  | David Marrero  | Nikola Mektić Antonio Šančić       | 6:4, 6:2         |

##### ATP Challenger Tour
| Nr. | Datum              | Turnier    | Belag | Partner                 | Finalgegner                      | Ergebnis          |
| --- | ------------------ | ---------- | ----- | ----------------------- | -------------------------------- | ----------------- |
| 1.  | 17. April 2011     | Rom (1)    | Sand  | Alessandro Motti        | Thomas Fabbiano Walter Trusendi  | 7:63, 6:4         |
| 2.  | 24. März 2012      | Marrakesch | Sand  | Daniel Muñoz de la Nava | Spanien Federico Delbonis        | 6:3, 1:6, [12:10] |
| 3.  | 20. Mai 2012       | Bordeaux   | Sand  | Igor Zelenay            | Olivier Charroin Jonathan Marray | 7:65, 4:6, [10:4] |
| 4.  | 30. September 2017 | Rom (2)    | Sand  | Jozef Kovalík           | Sander Gillé Joran Vliegen       | 6:3, 7:65         |